# Seznam obiskov ministra za zunanje zadeve Anžeta Logarja
Seznam obiskov ministra za zunanje zadeve Republike Slovenije Anžeta Logarja je kronološki seznam srečanj in obiskov Anžeta Logarja, ministra za zunanje zadeve v času 14. vlade Republike Slovenije. Zajeta so uradna srečanja s predstavniki tujih držav in organizacij, veleposlaniki niso všteti.     

## Srečanja v Sloveniji
| Datum           | Kraj                      | Gostje | Gostitelj v Sloveniji                                            | Opombe | Sklic         |
| 2020            | 2020                      | 2020 | 2020                                                             | 2020 | 2020          |
| --------------- | ------------------------- | --- | ---------------------------------------------------------------- | --- | ------------- |
| 16. marec       | Ljubljana                 | Peter Szijjárto, minister za zunanje zadeve | Anže Logar, minister za zunanje zadeve                           | Obisk v času epidemije virusa SARS-CoV-2 | [ 1 ]         |
| 22. maj         | Dragonja                  | Gordan Grlić-Radman, minister za zunanje zadeve | Anže Logar, minister za zunanje zadeve                           | Srečanje na slovensko-hrvškem mejnem prehodu Dragonja-Kaštel | [ 2 ]         |
| 28. maj         | Dolga vas                 | Peter Szijjárto, minister za zunanje zadeve | Anže Logar, minister za zunanje zadeve                           | Srečanje na slovensko-madžarskem mejnem prehodu v Dolgi vasi | [ 3 ]         |
| 6. junij        | Ljubljana                 | Luigi Di Maio, minister za zunanje zadeve | Anže Logar, minister za zunanje zadeve                           | Srečanje s pogovorom o sproščanju ukrepov omejitve prehodov meje med državama in posledicah koronavirusa. | [ 4 ]         |
| 22. junij       | Ljubljana                 | Alexander Schallenberg, minister za zunanje zadeve | Anže Logar, minister za zunanje zadeve                           | Delovni obisk | [ 5 ]         |
| 25.-26. junij   | Kranjska gora             | Tomáš Petříček, zunanji minister Češke | Anže Logar, minister za zunanje zadeve                           | Delovni obisk s kolesarjenjem | [ 6 ]         |
| 3. julij        | Brdo pri Kranju           | Heiko Maas, zunanji minister Nemčije | Anže Logar, minister za zunanje zadeve                           | Dvostranski delovni obisk s sestankom zunanjih ministrov v okviru Tria predsedstev Svetu EU, v katerem je bil preko videokonference udeležen tudi Augusto Santos Silva, zunanji minister Portugalske.                                                     | [ 7 ]         |
| 6. julij        | Ljubljana                 | Gent Cakaj, v. d. ministra za Evropo in zunanje zadeve Albanije | Anže Logar, minister za zunanje zadeve                           | Delovni obisk | [ 8 ]         |
| 28. julij       | Ljubljana                 | Gordan Grlić-Radman, minister za zunanje zadeve | Anže Logar, minister za zunanje zadeve                           | | [ 9 ] [ 10 ]  |
| 12. avgust      | Bled                      | Mike Pompeo, državni sekretar Združenih držav Amerike | Anže Logar, minister za zunanje zadeve                           | Obisk v sklopu turneje po državah Češka, Slovenija, Avstrija in Poljska. | [ 11 ] [ 12 ] |
| 29.-30. avgust  | Gorenjska                 | Josep Borrell, visoki predstavnik Unije za zunanje zadeve in varnostno politiko | Anže Logar, minister za zunanje zadeve                           | Neformalno srečanje z obiskom slovenskih gora pred Blejskim strateškim forumom. |               |
| 31. avgust      | Bled                      | Josep Borrell, visoki predstavnik Unije za zunanje zadeve in varnostno politiko Tomáš Petříček, zunanji minister Češke Gordan Grlić-Radman, minister za zunanje zadeve Peter Szijjárto, minister za zunanje zadeve Zbigniew Rau, zunanji minister Poljske Ivan Korčok, minister za zunanje in evropske zadeve Slovaške Bojko Borisov, predsednik vlade Bolgarije Andrej Babiš, predsednik vlade Češke republike Andrej Plenković, predsednik vlade Hrvaške Viktor Orbán, predsednik vlade Madžarske Mateusz Morawiecki, predsednik vlade Poljske Aleksandar Vučić, predsednik Srbije | Anže Logar, minister za zunanje zadeve                           | Minster Logar je odprl Blejski strateški forum. Preko videokonference so sodelovali tudi italijanski premier Giuseppe Conte, predsednica Mednarodnega denarnega sklada Kristalina Georgieva in predsednik Mednarodnega olimpijskega komiteja Thomas Bach. | [ 13 ]        |
| 3.-4. september | Brdo pri Kranju Ljubljana | Jean-Yves Le Drian, minister za Evropo in zunanje zadeve Francije | Anže Logar, minister za zunanje zadeve                           | Uradni obisk | [ 14 ] [ 14 ] |
| 15. september   | Brdo pri Kranju           | Alexander Schallenberg, minister za zunanje zadeve Avstrije Tomáš Petříček, zunanji minister Češke Ivan Korčok, minister za zunanje in evropske zadeve Slovaške | Anže Logar, minister za zunanje zadeve                           | Tretje srečanje pobude Central 5. | [ 15 ]        |
| 18. september   | Ljubljana                 | Nikos Dendias, zunanji minister Grčije | Anže Logar, minister za zunanje zadeve                           | Uradni obisk | [ 16 ]        |
| 19. oktober     | Ljubljana                 | Bujar Osmani, zunanji minister Severne Makedonije | Anže Logar, minister za zunanje zadeve                           | Uradni obisk | [ 17 ]        |
| 2021            |                           | |                                                                  | |               |
| 29. januar      | Ljubljana                 | Karoline Edtstadler, ministrica za Evropsko unijo in ustavo | Gašper Dovžan, državni sekretar na ministrstvu za zunanje zadeve | Sprejem avstrijske ministrice za EU in ustavo ob njenem obisku v Sloveniji. | [ 18 ]        |
| 1. marec        | Brdo pri Kranju           | Peter Szijjárto, zunanji minister Madžarske Alexander Schallenberg, minister za zunanje zadeve Avstrije Tomáš Petříček, zunanji minister Češke Ivan Korčok, zunanji minister Slovaške | Anže Logar, minister za zunanje zadeve                           | Srečanje pobude Central 5. | [ 19 ]        |
| 11. marec       | Ljubljana                 | Arancha González Laya, ministrica za zunanje zadeve, Evropsko unijo in sodelovanje Kraljevine Španije | Anže Logar, minister za zunanje zadeve                           | Uradni obisk španske zunanje ministrice. Ob robu se je srečala tudi s predsednikom vlade Janšo in predsednikom republike Pahorjem. | [ 20 ]        |
| 18. marec       | Ljubljana                 | Clément Beaune, državni sekretar na ministru za Evropo in zunanje zadeve Francije | Gašper Dovžan, državni sekretar na ministrstvu za zunanje zadeve | Vljudnostni sprejem | [ 21 ]        |
| 26. marec       | Ljubljana                 | Bogdan Lucian Aurescu, minister za zunanje zadeve Romunije | Anže Logar, minister za zunanje zadeve                           | Uradni obisk. Romunskega ministra sta sprejela tudi predsednik republike Pahor in predsednik državnega zbora Zorčič. | [ 22 ]        |
| 31. marec       | Ljubljana                 | Nikola Dimitrov, namestnik predsednika Vlade Republike Severne Makedonije za evropske zadeve | Anže Logar, minister za zunanje zadeve                           | Uradni obisk. | [ 23 ]        |
| 21. april       | Brdo pri Kranju           | Luigi Di Maio, zunanji minister Italije Gordan Grlić-Radman, minister za zunanje zadeve Hrvaške | Anže Logar, minister za zunanje zadeve                           | Trilateralno srečanje na temo okrepljenega sodelovanja na severnem Jadranu. | [ 24 ]        |
| 23. april       | Ljubljana                 | Ylva Johansson, evropska komisarka za notranje zadeve | Aleš Hojs, minister za notranje zadeve                           | Srečanje ob robu obiska komisarke Johansson. Z ministrom Logarjem sta govorila o načrtih slovenskega predsedovanja EU. | [ 25 ]        |
| 26. april       | Ljubljana                 | Ann Linde, ministrica za zunanje zadeve Švedske | Anže Logar, minister za zunanje zadeve                           | Uradni obisk švedske zunanje ministrice, ki je tudi trenutno predsedujoča Organizaciji za varnost in sodelovanje v Evropi (OVSE) | [ 26 ]        |
| 30. april       | Ljubljana                 | Tošimico Motegi, minister za zunanje zadeve | Anže Logar, minister za zunanje zadeve                           | Krepitev prijateljskih odnosov in poglobitev političnih odnosov | [ 27 ]        |
| 3. maj          | Ljubljana                 | Svetlana Tihanovska, beloruska opozicijska voditeljica | Anže Logar, minister za zunanje zadeve                           | Pogovor ob obisku beloruske vodje opozicije Tihanovske, ki po volitvah živi v izgnanstvu v Latviji. Srečala se je tudi s premierjem Janšo. | [ 28 ]        |
| 4. maj          | Ljubljana                 | Mevlüt Çavuşoğlu, zunanji minister Turčije | Anže Logar, minister za zunanje zadeve                           | Uradni obisk v Sloveniji na temo dvostranskega sodelovanja med Slovenijo in Turčijo ter odnosih slednje z Evropsko unijo. Turški minister se je srečal tudi s premierjem Janšo.                                                                           | [ 29 ] [ 30 ] |
| 14. maj         | Ljubljana                 | Marie Ubach Font, ministrica za zunanje zadeve Andore | Anže Logar, minister za zunanje zadeve                           | Uradni obisk zunanje ministrice Kraljevine Andore v Sloveniji. Ministra sta osvežila bilateralne odnose med državama ter slovenskem predsedovanju EU. | [ 31 ] [ 32 ] |
| 25. maj         | Ljubljana                 | Nikola Selaković, zunanji minister Srbije | Anže Logar, minister za zunanje zadeve                           | Uradni obisk zunanjega ministra Republike Srbije v Sloveniji. | [ 33 ]        |
| 24. junij       | Ljubljana                 | Augusto Santos Silva, zunanji minister Portugalske | Anže Logar, minister za zunanje zadeve                           | Obisk portugalskega zunanjega ministra s simbolično primopredajo predsedovanja Svetu Evropske unije. | [ 34 ]        |
| 1. julij        | Brdo pri Kranju           | Josep Borrell, visoki predstavnik Unije za zunanje zadeve in varnostno politiko Janez Lenarčič, evropski komisar za krizno upravljanje Olivér Várhely, evropski komisar za sosedstvo in širitev Jutta Urpilainen, evropska komisarka za mednarodno sodelovanje | Janez Janša, predsednik vlade                                    | Ob robu obiska Evropske komisije v Sloveniji ob začetku predsedovanja se je minister Logar srečal tudi s štirimi evropskimi komisarji. | [ 35 ]        |
| 20. avgust      | Ljubljana                 | Alexander Schallenberg, minister za zunanje zadeve Hermann Schützenhöfer, glavar dežele Štajerske | Anže Logar, minister za zunanje zadeve                           | Delovni obisk avstrijskega ministra za zunanje zadeve Schallenberga in štajerskega deželnega glavarja Schützenhöferja. | [ 36 ]        |
| 25. avgust      | Ljubljana Bled            | Evarist Bartolo, minister za zunanje in evropske zadeve | Anže Logar, minister za zunanje zadeve                           | Uradni obisk malteškega zunanjega ministra v Sloveniji. Z gostiteljem, ministrom Logarjem, sta govorila o bilateralnih in gospodarskih zadevah. | [ 37 ]        |
| 25. avgust      | Brdo pri Kranju           | Richard Shelby, senator in podpredsednik odbora za apropriacije Mike Crapo, senator John Cornyn, senator Deb Fischer, senatorka John Kennedy, senator Roger Marshall, senator | Borut Pahor, predsednik republike                                | Minister Logar je na delovni večerji sprejel skupino ameriških senatorjev med njihovim obiskom v Sloveniji. |               |
| 1. september    | Bled                      | Jean-Pierr Lacroix, generalni podsekretar Združenih narodov za mirovne operacije | Anže Logar, minister za zunanje zadeve                           | Srečanje ob robu Blejskega strateškega foruma. | [ 38 ]        |
| 1. september    | Bled                      | Mircea Geoană, namestnik generalnega sekretarja zveze NATO | Anže Logar, minister za zunanje zadeve                           | Srečanje ob robu Blejskega strateškega foruma. | [ 39 ]        |
| 2. september    | Bled Brdo pri Kranju      | Subrahmanyam Jaishankar, zunanji minister Indije | Anže Logar, minister za zunanje zadeve                           | Uradni obisk indijskega zunanjega ministra v Republiki Sloveniji. Udeležil se je tudi Blejskega strateškega foruma in neformalnega srečanja zunanjih ministrov (Gymnich)                                                                                  | [ 40 ]        |
| 10. september   | Ljubljana                 | Mathias Cormann, generalni sekretar OECD |                                                                  | Prvi Cormannov obisk v Sloveniji, odkar je prevzel vodenje OECD. | [ 41 ]        |
| 12. oktober     | Ljubljana                 | Bisera Turković, zunanja ministrica Bosne in Hercegovine | Anže Logar, minister za zunanje zadeve                           | Delovni obisk zunanje ministrice Bosne in Hercegovine dr. Bisere Turković, ki jo je gostil minister Logar. | [ 42 ]        |
| 15. oktober     | Ljubljana                 | David Zalkaliani, podpredsednik vlade in zunanji minister Gruzije | Anže Logar, minister za zunanje zadeve                           | Delovni obisk podpredsednika vlade in zunanjega ministra Gruzije, ki je tekom obiska odprl tudi gruzijski konzulat v Portorožu. | [ 43 ]        |
| 4. november     | Ljubljana                 | Mohamed Jasim Al Tani, podpredsednik vlade in zunanji minister Katarja | Anže Logar, minister za zunanje zadeve                           | Prvi uradni obisk zunanjega ministra in podpredsednika katarske vlade Mohameda Jasima Al Tanija v Sloveniji. | [ 44 ]        |
| 18. november    | Ljubljana                 | Ignazio Cassis, zvezni zunanji minister Švice | Anže Logar, minister za zunanje zadeve                           | Uradni obisk zveznega minisitra za zunanje zadeve Švicarske konfederacije v Sloveniji. | [ 45 ]        |
| 2022            |                           | |                                                                  | |               |
| 3. februar      | Ljubljana                 | Edgars Rinkēvičs, zunanji minister Latvije | Anže Logar, minister za zunanje zadeve                           | Prvi uradni obisk latvijskega zunanjega ministra v Republiki Sloveniji. | [ 46 ]        |

## Uradni, delovni in drugi obiski v tujini
| Datum                    | Država                    | Kraj            | Gostitelj in ostali državniki | Opombe | Sklic                   |
| 2020                     | 2020                      | 2020            | 2020 | 2020 | 2020                    |
| ------------------------ | ------------------------- | --------------- | --- | --- | ----------------------- |
| 16. junij                | Avstrija                  | Dunaj           | Alexander Schallenberg, minister za zunanje zadeve Tomáš Petříček, zunanji minister Češke Peter Szijjárto, zunanji minister Madžarske Ivan Korčok, minister za zunanje in evropske zadeve Slovaške | Srečanje zunanjih ministrov Avstrije, Češke, Madžarske, Slovenije in Slovaške na Dunaju. Ob robu se je minister Logar srečal tudi s predstavniki slovenske manjšine v Avstriji. | [ 47 ]                  |
| 23. junij                | Italija                   | Rim             | Luigi Di Maio, zunanji minister Italije Vincenzo Amendola, minister za evropske zadeve | | [ 48 ]                  |
| 9. julij                 | . Evropska unija .        | Bruselj         | Josep Borrell, visoki predstavnik Unije za zunanje zadeve in varnostno politiko Janez Lenarčič, evropski komisar za krizno upravljanje Olivér Várhely, evropski komisar za sosedstvo in širitev Miroslav Lajčak, posebni odposlanec EU za dialog Srbija – Kosovo in ostala regionalna vprašanja na Zahodnem Balkanu Johannes Hahn, evropski komisar za proračun in upravljanje Manfred Weber, vodja skupine Evropske ljudske stranke v Evropskem parlamentu | Prvi obisk Bruslja ministra Logarja. Sestal se je z visokim predstavnikom Unije za zunanjo in varnostno politiko Borrellom, evropskimi komisarji Lenarčičem, Várhelyjem in Hahnom, prav tako je opravil srečanje s posebnim odposlancem EU Lajčakom in vodjo skupine ELS v Evropskem parlamentu Webrom. | [ 49 ]                  |
| 13. julij                | Italija                   | Trst            | Sergio Mattarella, predsednik Italije Luigi Di Maio, zunanji minister Italije Borut Pahor, predsednik Slovenije | Udeležba na prireditvi ob 100. obletnici požiga Narodnega doma v Trstu. | [ 50 ] [ 51 ]           |
| 14. julij                | Madžarska                 | Budimpešta      | Peter Szijjárto, zunanji minister Madžarske Alexander Schallenberg, minister za zunanje zadeve Tomáš Petříček, zunanji minister Češke Ivan Korčok, zunanji minister Slovaške | Drugo srečanje v okviru formata petih srednje evropskih držav Central 5. | [ 52 ]                  |
| 23. julij                | Poljska                   | Varšava         | Jacek Czaputowicz, zunanji minister Poljske Konrad Szymański, minister za zadeve Evropske unije | Delovni obisk. | [ 53 ] [ 54 ]           |
| 27.-28. avgust           | Nemčija                   | Berlin          | Josep Borrell, visoki predstavnik Unije za zunanje zadeve in varnostno politiko Heiko Maas, zunanji minister Nemčije Gabi Ashkenazi, zunanji minister Izraela | Neuradno zasedanja zunanjih ministrov EU (Gymnich). Nemški zunanji minister je tekom srečanja gostil tudi kosilo z izraelskim zunanjim ministrom Ashkenazijem. | [ 55 ] [ 56 ] [ 57 ]    |
| 20. september            | Francija                  | Pariz           | Jean-Yves Le Drian, minister za Evropo in zunanje zadeve Francije | Udeležba na zadnji etapi Tour de France, kjer je Slovenec Tadej Pogačar osvojil rumeno majico. | [ 58 ]                  |
| 21. september            | . Evropska unija          | Bruselj         | Josep Borrell, visoki predstavnik Unije za zunanje zadeve in varnostno politiko Miroslav Lajčak, posebni odposlanec EU za dialog Srbija – Kosovo in ostala regionalna vprašanja na Zahodnem Balkanu Svetlana Tihanovska, beloruska predsedniška kandidatka in aktivistka Srečanje Central 5: Ivan Korčok, zunanji minister Slovaške Peter Szijjárto, zunanji minister Madžarske Alexander Schallenberg, minister za zunanje zadeve Tomáš Petříček, zunanji minister Češke | Zasedanje Sveta Evropske unije za zunanje zadeve (FAC). Minister se je udeležil tudi neformalnega zajtrka z belorusko predsedniško kandidatko in aktivistko Svetlano Tihanovsko, na povabilo slovaškega zunanjega ministra pa tudi srečanja ministrov držav pobude Central 5. | [ 59 ]                  |
| 28. september            | Španija                   | Madrid          | Arancha González Laya, ministrica za zunanje zadeve, Evropsko unijo in sodelovanje Kraljevine Španije Meritxell Batet Lamaña, predsednica spodnjega doma španskega parlamenta | Uradni obisk v Kraljevini Španiji. Ministra Logarja je sprejela zunanja ministrica Arancha Gonzales Laya, tekom obiska pa se je sestal tudi s predsednico spodnjega doma parlamenta. | [ 60 ]                  |
| 29. september            | Portugalska               | Lizbona         | Augusto Santos Silva, minister za zunanje zadeve Portugalske Luís Capoulas Santos, predsednik odbora za zadeve EU v portugalskem parlamentu | Uradni obisk na Portugalskem, kjer se je minister Logar mudil na povabilu zunanjega ministra Silve. Tekom obiska se je sestal tudi s predsednikom predsednik odbora za zadeve EU v portugalskem parlamentu Santosem. | [ 61 ]                  |
| 30. september            | Avstrija                  | Dunaj           | Alexander Schallenberg, minister za zunanje zadeve | Obisk in pogovor o skupni obeležitvi 100. obletnice Koroškega plebiscita in srečanje ministra Logarja s predstavniki slovenske narodne skupnosti v Avstriji. | [ 62 ]                  |
| 12. oktober              | Luksemburg                | Luksemburg      | Josep Borrell, visoki predstavnik Unije za zunanje zadeve in varnostno politiko Miroslav Lajčak, posebni odposlanec EU za dialog Srbija – Kosovo in ostala regionalna vprašanja na Zahodnem Balkanu Faisal bin Farhan Al-Saud, zunanji minister Savdske Arabije | Zasedanje Sveta Evropske unije za zunanjo politiko, ki se ga je udeležil tudi savdski zunanji minister Farthan. | [ 63 ]                  |
| 14. oktober              | Češka                     | Praga           | Tomáš Petříček, zunanji minister Češke Andrej Babiš, predsednik vlade Češke | Delovni obisk. Minister Logar se je sestal tudi s češkim predsednikom vlade in s češkim kolegom Petričkom predal eksekvaturo Andrei Ungeroví, novi častni konzulki Republike Slovenije v Brnu. | [ 64 ]                  |
| 15. oktober              | Slovaška                  | Bratislava      | Ivan Korčok, zunanji minister Slovaške | Delovni obisk | [ 65 ]                  |
| 20. oktober              | Estonija                  | Talin           | Urmas Reinsalu, zunanji minister Estonije | Delovni obisk | [ 66 ] [ 67 ]           |
| 21. oktober              | Latvija                   | Riga            | Edgars Rinkēvičs, zunanji minister Latvije | Delovni obisk | [ 68 ] [ 69 ]           |
| 22. oktober              | Litva                     | Vilna           | Linas Antanas Linkevičius, zunanji minister Litve Svetlana Tihanovska, beloruska predsedniška kandidatka in aktivistka | Delovni obisk v Litvi. Ob robu se je minister Logar sestal tudi z vodjo beloruske opozicije in predsedniško kandidatko Svetlano Tikhanovsko. | [ 70 ]                  |
| 18. november             | Češka                     | Praga           | Tomáš Petříček, zunanji minister Češke Ivan Korčok, zunanji minister Slovaške Alexander Schallenberg, minister za zunanje zadeve | Praški evropski vrh in delovno kosilo s češkim in slovaškim zunanjim ministrom. | [ 71 ]                  |
| 24. november             | Nemčija                   | Berlin          | Heiko Maas, zunanji minister Nemčije Augusto Santos Silva, minister za zunanje zadeve Portugalske | Berlinski zunanjepolitični forum fundacije Körber-Stiftung, ki so se ga udeležili zunanji ministric tria predsedovanja EU. | [ 72 ]                  |
| 8.-12. december          | Združene države Amerike   | Washington      | Mike Pompeo, državni sekretar Združenih držav Amerike | Minister Logar in sekretar Pompeo sta vzpostavila strateški dialog med Slovenijo in ZDA, inavguracija je potekala v State Departmentu. Minister Logar se je zaradi epidemije koronavirusa preko videokonference pogovoril tudi z ameriškima senatorjema slovenskega rodu Amy Klobuchar in Paulom Gosarjem. | [ 73 ] [ 74 ] [ 75 ]    |
| 10. december             | Italija                   | Rim             | Luigi Di Maio, zunanji minister Italije David Beasley, izvršni direktor Svetovnega programa za hrano | Srečanje z italijanskim zunanjim ministrom je potekalo preko videozveze. | [ 76 ] [ 77 ]           |
| 11. december             | Sveti sedež               | Vatikan         | Papež Frančišek Paul Gallagher, tajnik Svetega sedeža za odnose z državami | Slovenska delegacija z ministrom Logarjem na čelu je Sveti sedež obiskala ob sprejemu slovenskega božičnega drevesa Vatikanu, zahvalo za prizadevanja Svetega sedeža v obdobju osamosvajanja Slovenije. | [ 78 ]                  |
| 15. december             | Nizozemska                | Haag            | Stef Blok, minister za zunanje zadeve Chile Eboe-Osujiji, predsednik Mednarodnega kazenskega sodišča Fernando Arias, generalni sekretar Organizacije za prepoved kemičnega orožja | Delovni obisk, na katerem se je minister Logar srečal z nizozemskim kolegom Blokom, prav tako je obiskal Mednarodno kazensko sodišče in Organizacijo za prepoved kemičnega orožja, ki imata sedež v Haagu. | [ 79 ] [ 80 ] [ 81 ]    |
| 19. december             | Italija                   | Trst            | Luigi Di Maio, zunanji minister Italije Gordan Grlić-Radman, minister za zunanje zadeve Hrvaške | Srečanje zunanjih ministrov Italija, Hrvaške in Slovenije o " skupnem sodelovanju na področju gospodarskega razvoja, povezljivosti in celovite zaščite Jadranskega morja." | [ 82 ] [ 83 ]           |
| 2021                     |                           |                 | | |                         |
| 14. januar               | Finska                    | Helsinki        | Pekka Haavisto, minister za zunanje zadeve Tytti Tuppurainen, ministrica za evropske zadeve Sauli Niinistö, predsednik Finske Teija Tiilikainen, direktorica Evropskega centra odličnosti za preprečevanje hibridnih groženj | Delovni obisk, kjer je ministra Logarja sprejel gostitelj, zunanji minister Haavisto, prav tako pa tudi ministrica za evropske zadeve in predsednik države. Logar se je ob robu srečal tudi z direktorico Evropskega centra odličnosti za preprečevanje hibridnih groženj. | [ 84 ] [ 85 ]           |
| 22. januar               | Hrvaška                   | Petrinja Zagreb | Gordan Grlić-Radman, minister za zunanje zadeve | Delovni obisk. Zunanja ministra sta si ogledala tudi posledice več potresov v mestu Petrinja, kamor je Slovenija poslala več konvojev pomoči. | [ 86 ]                  |
| 25. januar               | Evropska unija. Belgija . | Bruselj         | Josep Borrell, visoki predstavnik Unije za zunanje zadeve in varnostno politiko Sophie Wilmes, ministrica za zunanje zadeve Belgije in podpredsednica vlade | Vrh Sveta Evropske unije za zunanje zadeve. Ob tem je minister Logar opravil tudi delovni obisk v Kraljevini Belgiji, kjer ga je gostila zunanja ministrica in nekdanja premierka Sophie Wilmes. | [ 87 ]                  |
| 5. februar               | Malta                     | Valletta        | Evarist Bartolo, minister za zunanje in evropske zadeve George Vella, predsednik Malte Angelo Farrugia, predsednik parlamenta Nina Gregori, izvršna direktorica Evropskega azilnega podpornega urada (EASO) | Delovni obisk na Malti, kjer je ministra Logarja sprejel minister za zunanje in evropske zadeve Bartolo. Logar se je ob robu srečal tudi s predsednikom države Vello in predsesednikom parlamenta Farrugio. Srečal se je tudi z izvršno direktorico Evropskega azilnega podpornega urada, Slovenko Nino Gregori. | [ 88 ] [ 89 ]           |
| 6. februar               | Ciper                     | Nikozija        | Nikos Kristodulides, minister za zunanje zadeve Nikos Anastasiades, predsednik Cipra Adamos Adamou, predsednik parlamenta | Delovni obisk. Minister Logar se je srečal z državnim vrhom, v okviru obiska pa s častnim generalnim konzulom Republike Slovenije na Cipru Evrosom Alexandrujem obiskal nove prostore Generalnega konzulata Republike Slovenije v Limassolu. | [ 90 ]                  |
| 19. februar              | Avstrija                  | Dunaj           | Alexander Schallenberg, minister za zunanje zadeve | Delovni obisk. Minister Logar se je srečal tudi s predstavniki s predstavniki slovenske narodne skupnosti v Avstriji. | [ 91 ]                  |
| 22. februar              | Evropska unija            | Bruselj         | Josep Borrell, visoki predstavnik Unije za zunanje zadeve in varnostno politiko Leonid Volkov, predstavnik ruske opozicije Fatou Bensouda, tožilka Mednarodnega kazenskega sodišča Bilateralno srečanje ob robu Peter Szijjárto, zunanji minister Madžarske | Zasedanje Sveta Evropske unije za zunanje zadeve. Minister Logar se je dan prej udeležil večerje ministrov, na katerem sta bila prisotna tudi Leonid Volkov, predstavnik ruske opozicije in Fatou Bendsouda, tožilka Mednarodnega kazenskega sodišča. Minister Logar se je ob robu srečal tudi z madžarskim zunanjim ministrom Petrom Szijjartom. | [ 92 ] [ 93 ]           |
| 24. februar              | Luksemburg                | Luksemburg      | Jean Asselborn, minister za zunanje in evropske zadeve Fernand Etgen, predsednik poslanske zbornice Werner Hoyer, predsednik Evropske investicijske banke | Minister Logar se je sestal z zunanjim ministrom Asselbornom in predsednikom poslanske zbornice Etgenom. V sklopu obiska je minister Logar obiskal tudi Evropsko investicijsko banko, ki ima sedež v Luksemburgu, kjer ga je sprejel njen predsednik Werner Hoyer. | [ 94 ]                  |
| 16. marec                | Ukrajina                  | Kijev           | Dmitro Kuleba, minister za zunanje zadeve Denis Šmigal, predsednik vlade Dmitro Razumkov, predsednik Vrhovne rade (parlamenta) Yaşar Halit Çevik, vodja Posebne opazovalne misije OVSE | Delovni obisk v Ukrajini. Minister Logar se je sestal z gostiteljem, zunanjim ministrom Kulebo, prav tako je opravil srečanje z ukrajinskim premierjem Šmigalom in predsednikom parlamenta Razumkovom. Ob robu se je srečal tudi z vodjo Posebne opazovalne misije OVSE Çevikom. | [ 95 ]                  |
| 22. marec                | Evropska unija            | Bruselj         | Josep Borrell, visoki predstavnik Unije za zunanje zadeve in varnostno politiko | Redno zasedanje Sveta Evropske unije za zunanje zadeve. Pogovori so se dotikali človeškovih pravic in odnosov Evropske unije s Turčijo. Ob tem je potekala videokonferenca z Michelle Bachelet, visoko komisarko OZN za človekove pravice. | [ 96 ]                  |
| 23.-24. marec            | NATO                      | Bruselj         | Jens Stoltenberg, generalni sekretar NATO | Redno zasedanje zunanjih ministrov članic zveze NATO. | [ 97 ]                  |
| 7. april                 | Dežela Koroška Avstrija   | Celovec         | Peter Kaiser, glavar dežele Koroške Lojze Dolinar, podžupan Celovca Christian Scheider, župan Celovca | Minister Logar se je ob obisku v avstrijski zvezni deželi Koroški sestal z glavarjem dežele, županom Celovca Scheiderjem in celovškim podžupanom, Koroškim Slovencem Lojzetom Dolinarjem. Tekom obiska se je minister srečal tudi s predstavniki slovenske narodne skupnosti v Avstriji in umetnikom Valentinom Omanom. | [ 98 ]                  |
| 10. maj                  | Evropska unija            | Bruselj         | Josep Borrell, visoki predstavnik Unije za zunanje zadeve in varnostno politiko Bilateralna srečanja ob robu David Sassoli, predsednik Evropskega parlamenta Manfred Weber, vodja skupine Evropske ljudske stranke v Evropskem parlamentu Klaus Welle, generalni sekretar Evropskega parlamenta | Redno zasedanje Sveta Evropske unije za zunanje zadeve, glavne teme so se dotikale razmer na zahodnem Balkanu in transatlantskih odnosov. Kot gost je preko videozveze sodeloval tudi posebni odposlanec ameriškega predsednika za podnebje John Kerry. Tekom obiska v Bruslju se je minister Logar sestal še s predsednikom Evropskega parlamenta Sassolijem, generalnim sekretarjem parlamenta Wellejem in vodjo skupine Evropske ljudske stranke v parlamentu Webrom. | [ 99 ] [ 100 ]          |
| 13. maj                  | Slovaška                  | Bratislava      | Ivan Korčok, zunanji minister Slovaške Peter Szijjárto, zunanji minister Madžarske Alexander Schallenberg, minister za zunanje zadeve Jakub Kulhánek, zunanji minister Češke Dmitro Kuleba, minister za zunanje zadeve | Srečanje pobude Central 5 - zunanjih ministrov Slovenije, Avstrije, Češke, Madžarske in Slovaške. Srečanja v Bratislavi se je udeležil tudi ukrajinski zunanji minister Kuleba. | [ 101 ]                 |
| 18. maj                  | Evropska unija            | Bruselj         | Ska Keller, vodja skupine Zelenih v Evropskem parlamentu Ryszard Legutka, sovodja skupine Evropskih konservativcev in reformistov v Evropskem parlamentu Raffaele Fitto, sovodja skupine Evropskih konservativcev in reformistov v Evropskem parlamentu Dacian Cioloș, vodja skupine Renew Europe v Evropskem parlamentu David McAllister, predsednik Odbora Evropskega parlamenta za zunanje zadeve Didier Seeuws, generalni direktor za splošne in institucionalne zadeve na generalnem sekretariatu Sveta Evropske unije                                                                        | Obisk ministra Logarja v Bruslju, ker se je v Evropskem paralamentu srečal z vodji treh političnih skupin v Evropskem parlamentu; vodjo Zelenih, vodjema Evropskih konservativcev in reformistov ter vodjo skupine Renew Europe. Opravil je tudi pogovor Davidom McAllister, predsednikom parlamentarnega odbora za zunanje zadeve. Minister Logar se je ob koncu obiska sestal še z generalnim direktorjem za splošne in institucionalne zadeve na generalnem sekretariatu Sveta Evropske unije. | [ 102 ]                 |
| 19. maj                  | Nemčija                   | Berlin          | Heiko Maas, zunanji minister Nemčije | Uradni obisk | [ 103 ]                 |
| 22. maj                  | Severna Makedonija        | Skopje          | Bujar Osmani, minister za zunanje zadeve Zoran Zaev, predsednik vlade Severne Makedonije Stevo Pendarovski, predsednik Severne Makedonije Nikola Dimitrov, podpredsednik vlade za evropske zadeve Alexander Schallenberg, zunanji minister Avstrije Jakub Kulhánek, zunanji minister Češke | Skupni delovni obisk slovenskega zunanjega ministra Logarja z avtrijskim kolegom Schallenbergom in češkim kolegom Kulháneko (vsi člani Pobude Central 5) v Republiki Severni Makedoniji. Pogovori so tekli na temo pristopanja Severne Makedonije k Evropski uniji. Srečali so se tudi z najvišjimi predstavniki države. | [ 104 ]                 |
| 23. maj                  | Albanija                  | Tirana          | Olta Xhaçka, zunanja ministrica Albanije Edi Rama, predsednik vlade Albanije Ilir Meta, predsednik Albanije Lulzim Basha, vodja opozicije Alexander Schallenberg, zunanji minister Avstrije Jakub Kulhánek, zunanji minister Češke | Skupni delovni obisk slovenskega zunanjega ministra Logarja z avtrijskim kolegom Schallenbergom in češkim kolegom Kulháneko (vsi člani Pobude Central 5) v Albaniji. Pogovori so tekli na temo pristopanja Albanije k Evropski uniji. Srečali so se tudi z najvišjimi predstavniki države in vodjo opozicije. | [ 105 ]                 |
| 27. maj                  | Portugalska               | Lizbona         | Josep Borrell, visoki predstavnik Unije za zunanje zadeve in varnostno politiko Augusto Santos Silva, zunanji minister Portugalske Ajman Safadi, zunanji minister Jordanije | Neformalno srečanje zunanjih ministrov Evropske unije v glavnem mestu predsedujoče Portugalske. Delovnega kosila se je udeležil tudi jordanski zunanji minister Ajman Safadi. | [ 106 ]                 |
| 28. maj                  | Rusija                    | Moskva          | Sergej Lavrov, zunanji minister Ruske federacije Viktor Sadovničij, rektor Državne univerze Lomonosov v Moskvi Markus Ederer, vodja delegacije EU v Rusiji | Obisk ministra Logarja v Ruski federaciji, kjer ga je sprejel zunanji minister Lavrov. Spregovorila sta o odnosu med državama, zadnjih dogodkih povezanih z Belorusijo in predsedovanju Slovenije EU. Minister Logar se je ob robu srečal tudi z vodjo delegacije EU v Rusiji Edererjem in rektorjem moskovske državne univerze. | [ 107 ] [ 108 ]         |
| 7.-8. junij              | Južna Koreja              | Seul            | Čung Eui-jong, zunanji minister Republike Koreje Kim Sang-hee, predsednica parlamenta Kim Min Kijem, predsednik korejsko-slovenske skupina prijateljstva | Minister Logar se je v Republiki Koreji (Južni Koreji) mudil na povabilo tamkajšnjega zunanjega ministra. Srečal se je tudi s predstavniki Korejske agencije za promocijo investicij (KOTRA), Korejske gospodarske in industrijske zbornice (KCCI) in nekaterimi poslovneži, prav tako se bo sestal s predsednikom Evropske gospodarske zbornice v Seulu ter s poslanci korejskega parlamenta. | [ 109 ]                 |
| 14. junij                | Italija                   | Rim             | Luigi Di Maio, zunanji minister Italije Vincenzo Amendola, državni podsekretar za evropske zadeve | Sedmo zasedanje Koordinacijskega odbora ministrov med Slovenijo in Italijo, pod vodstvom ministrov Logarja in Di Maia. Tekom srečanja je bila podpisana skupna izjava o okrepljenem sodelovanju na področjih gospodarstva, energetike, okolja in prostora, kmetijstva, infrastrukture, notranjih zadev, znanstvenega raziskovanja in visokega šolstva ter elektronskih komunikacij. Minister Logar se je srečal tudi z državnim podsekretarjem za evropske zadeve Vincenzom Amendolo. | [ 110 ]                 |
| 15.-17. junij            | Slovaška                  | Bratislava      | Gordan Grlić-Radman, minister za zunanje zadeve Hrvaške Bujar Osmani, zunanji minister Severne Makedonije Miroslav Lajčak, posebni odposlanec EU za dialog Srbija – Kosovo in ostala regionalna vprašanja na Zahodnem Balkanu | Udeležba na 16. bratislavskem forumu v okviru GLOBSEC. Na panelni razpravi so poleg ministra Logarja sodelovali še njegov severnomakedosnki kolega Osmani, hrvaški kolega Grlić-Radman in Miroslav Lajčak, odposlanec EU. | [ 111 ]                 |
| 17. junij                | Turčija                   | Antalija        | Mevlüt Çavuşoğlu, zunanji minister Turčije Bilateralna srečanja ob robu Đorđe Radulović, zunanji minister Črne gore Bisera Turković, zunanja ministrica Bosne in Hercegovine | Udeležba na zasedanju Procesa sodelovanja v jugovzhodni Evropi (SEECP). Ob robu se je minister Logar bilateralno srečal tudi s črnogorskim kolegom in bosansko-hercegovsko kolegico. | [ 112 ]                 |
| 18. junij                | Francija                  | Pariz           | Jean-Yves Le Drian, minister za Evropo in zunanje zadeve Francije Laëtitia Saint-Paul, podpredsednica Nacionalne skupščine | Delovni obisk na povabilo francoskega zunanjega ministra. Pogovori so med drugim tekli o slovenskem predsedovanju Svetu Evropske unije, ki ga bo z januarjem 2022 nasledila Francija. Minister Logar se je ob robu srečal tudi s podpredsednico Nacionalne skupščine. | [ 113 ]                 |
| 21. junij                | Evropska unija Luksemburg | Luksemburg      | Josep Borrell, visoki predstavnik Unije za zunanje zadeve in varnostno politiko Svetlana Tihanovska, vodja beloruske opozicije in aktivistka Fuad Hussein, zunanji minister Iraka | Zasedanje Sveta Evropske unije za zunanje zadeve, kjer so ministri obravnavali razmere v Beloruiji, Iraku in Latinski Ameriki. Minister Logar se je večer pred srečanjem bilateralno srečal z belorusko vodjo opozicije Tihanovsko, ki se je naslednjega dne skupaj z iraškim zunanjim ministrom Husseinom udeležila zasedanja. | [ 114 ]                 |
| 22. junij                | Bavarska                  | München         | Melanie Huml, bavarska ministrica za evropske zadeve in mednarodne odnose | Ministra Logarja je v Münchnu gostila deželna ministrica za evropske zadeve in mednarodne odnose, s katero sta govorila o odnosih med Slovenijo in zvezno deželo Bavarsko, slovenskem predsedovanju Svet EU in podpisala skupno izjavo o krepitvi sodelovanja med Slovenijo in Bavarsko. Ministra sta se udeležila tudi 32. zasedanja Stalne mešane slovensko-bavarske komisije. Tekom obiska je minister Logar obiskal koncern BMW, Bavarsko državno knjižnico, kjer so v čast Slovenije razstavili Brižinske spomenike in Slovence, živeče na Bavarskem. | [ 115 ]                 |
| 28. junij                | Italija                   | Rim             | Luigi Di Maio, zunanji minister Italije Anthony Blinken, državni sekretar Združenih držav Amerike Bilateralna srečanja ob robu Anthony Blinken, državni sekretar Združenih držav Amerike Jens Stoltenberg, generalni sekretar zveze NATO Aureliu Ciocoi, v.d. predsednika vlade Moldavije | Udeležba na ministrskem zasedanju Globalne koalicije proti Daesh/ISIS, ki sta ga gostila italijanski zunanji minister Di Maio in ameriški državni sekretar Blinen. S slednjim se je minister Logar srečal tudi bilateralno, prav tako z generalnim sekretarjem zveze NATO Stoltenbergom in vršilcem dolžnosti moldavskega premierja Ciocoijem. | [ 116 ]                 |
| 5.-8. julij              | Evropska unija            | Strasbourg      | David Sassoli, predsednik Evropskega parlamenta Antonio Tajani, predsednik Odbora za ustavne zadeve EP Iratxe Garcia Perez, predsednica poslanske skupine S&D Christa Schweng, predsednica Evropskega ekonomsko-socialnega odbora | Ob predsedovanju Slovenije Svetu EU je minister Logar postal visoki predstavnik, ki zastopa Svet Evropske unije v odnosih z Evropskim parlamentom. V začetku julija je ob pričetku slovenskega predsedovanja sodeloval na plenarnem zasedanju Evropskega parlamenta, kjer sta s premierjem Janšo predstavila točke predsedovanja, prav tako se je udeležil več tematskih pogovorov. Med drugim se je srečal s predsednikom odbora za ustavne zadeve Tajanijem, vodjo poslancev S$D in predsednico Evropskega ekonomsko-socialnega odbora Schwengovo. | [ 117 ] [ 118 ]         |
| 9.-10. julij             | Hrvaška                   | Dubrovnik       | Gordan Grlić-Radman, minister za zunanje zadeve Bilateralna srečanja ob robu Andreas Schaal, direktorjem za globalne odnose OECD | Udeležba na tradicionalnem Forumu Dubrovnik, kjer je bil minister Logar eden od uvodnih govornikov. Ob robu se je srečal z direktorjem za globalne odnose Organizacije za gospodarsko sodelovanje in razvoj (OECD) Andreasom Schaalom | [ 119 ]                 |
| 11. julij                | Belgija                   | Bruselj         | Sameh Šoukry, minister za zunanje zadeve Egipta | Srečanje z egiptovskim zunanjim ministrom pred zasedanjem Sveta Evropske unije. | [ 120 ]                 |
| 14. julij                | Evropska unija            | Bruselj         | David Sassoli, predsednik Evropskega parlamenta Gitte Zschoch, direktorica mreže nacionalnih kulturnih inštitutov | Udeležba na zasedanju odbora za zunanje zadeve Evropskega parlamenta, kjer je minister Logar predstavil prioritete slovenskega predsedovanja Svetu. S predsednikom parlamenta Sassolijem sta slavnostno podpisala zakonodajne akte Evropske unije in se udeležila odprtja Europe Readrja, ki je vodilni kulturno-promocijski projekt slovenskega predsedovanja Svetu Evropske unije. Odprtju je prisostvovala tudi Gitte Zschoch, direktorica mreže nacionalnih kulturnih inštitutov. | [ 121 ] [ 122 ]         |
| 15. julij                | Irska                     | Dublin          | Simon Coveney, minister za zunanje zadeve in obrambo Irske Thomas Byrne, minister za evropske zadeve v kabinetu predsednika vlade Paschal Donohoe, minister za finance Irske in predsednik Evroskupine Joe McHugh, predsednik parlamentarnega odbora za zadeve EU | Uradni obisk na Irskem, kjer je minister Logar prisostvoval odprtju ponovno odprtih prostorov slovenskega veleposlaništva na Irskem. Tekom obiska se je sestal z več najvišjimi predstavniki države in nagovoril udeležence virtualnega srečanja Inštituta za mednarodne in evropske zadeve v Dublinu - IIEA. | [ 123 ]                 |
| 18. julij                | Francija                  | Pariz           | Jean-Yves Le Drian, minister za Evropo in zunanje zadeve Francije | Udeležba na zadnji etapi Tour de France, kjer je Slovenec Tadej Pogačar osvojil rumeno majico. | [ 124 ]                 |
| 20. julij                | Češka                     | Mělník          | Jakub Kulhánek, zunanji minister Češke Ivan Korčok, zunanji minister Slovaške Peter Szijjárto, zunanji minister Madžarske Alexander Schallenberg, minister za zunanje zadeve | Srečanje skupine Central 5, ki je prvič potekalo na Češkem. Pogovori so bili namenjeni predvsem ukrepom za zajezitev širjenja COVID-19 ter problemom na Zahodnem Balkanu, Vzhodnem partnerstvu in Belorusiji. | [ 125 ]                 |
| 23. avgust               | Izrael                    | Jeruzalem       | Yair Lapid, nadomestni predsednik vlade in zunanji minister Izraela Mickey Levy, predsednikom Kneseta (nacionalni parlament) Ram Ben Barak, predsednik parlamentarnega Odbora za zunanje zadeve in obrambo Yigal Unna, generalni direktor izraelskega kibernetskega direktorata | Uradni obisk v Izraelu, kjer je ministra Logarja sprejel zunanji minister in nadomestni predsednik vlade Yair Lapid. Sogovornika sta govorila predvsem o dvostranskih odnosih med državama in slovenskem predsedovanju Svetu. Ob robu dogodka sta izraelski generalni direktor kibernetskega direktorata in direktor Urada Vlade za informacijsko varnost Uroš Svete podpisala Memorandum o sodelovanju na področju kibernetske varnosti. Minister Logar se je srečal tudi s predsednikom izraelskega parlamenta in predsednikom Odbora za zunanje zadeve in obrambo. | [ 126 ]                 |
| 24. avgust               | Palestina                 | Ramala          | Riyad al-Maliki, minister za zunanje zadeve in izseljence Palestine Mohamed Štajeh, predsednik vlade Palestine | Minister Logar je bil na srečanje povabljen s strani palestinskega zunanjega ministra al-Malikija, sestal pa se je tudi s predsednikom vlade. | [ 127 ]                 |
| 26. avgust               | Danska                    | Kopenhagen      | Jeppe Kofod, zunanji minister Danske Martin Lidegaard, predsednik parlamentarnega odbora za zunanje zadeve Anders Fogh Rasmussen, nekdanji danski predsednik vlade in nekdanji generalni sekretar zveze NATO | Delovni obisk na Danskem, kjer se je minister Logar mudil na povabilo danskega kolega Jeppeja Kofoda. Sogovornika sta se dotaknila aktualnega predsedovanja Slovenije, krepitvi bilateralnih odnosov med državama in aktualnim svetovnim temam. Ob robu se je minister Logar sestal tudi s predsednikom parlamentarnega odbora za zunanje zadeve, nekdanjim predsednikom danske vlade in nekdanjim generalnim sekretarjem zveze NATO, z direktorjem Luke Koper Dimitrijem Zadeljem pa se je srečal tudi s predstavniki logističnega podjetja A.P. Møller-Mӕrsk. | [ 128 ]                 |
| 30. avgust               | Španija                   | Madrid          | José Manuel Albares, minister za zunanje zadeve, Evropsko unijo in sodelovanje Kraljevine Španije | Uradni obisk v Kraljevini Španiji, kjer se je minister Logar mudil na povabilo novega španskega zunanjega ministra Albaresa. | [ 129 ]                 |
| 13.-16. september        | Evropska unija            | Strasbourg      | David Sassoli, predsednik Evropskega parlamenta Vladimír Bilčík, evroposlanec in poročevalec EP za Srbijo Ilhan Kjučjuk, evroposlanec in poročevalec EP za Severno Makedonijo | V vlogi visokega predstavnika Slovenije za odnose med Svetom EU in Evropskim parlamentom je minister Logar nagovoril evropske poslance in predstavil prioritete slovenskega predsedovanja ter različne projekte in strategije, med njimi Zlata pentlja in Pripravljeni na 55 (Fit for 55). Tekom obiska je podpisal tudi uredbo o instrumentu za predpristopno pomoč (IPA III). Ob robu se je srečal še s parlamentarnima poročevalcema za Srbijo in Severno Makedonijo. | [ 130 ]                 |
| 16. september            | Svet Evrope               | Strasbourg      | Marija Pejčinović Burić, generalna sekretarka Sveta Evrope | Obisk pri Svetu Evrope, kjer je minister Logar generalni sekretarki Pejčinović-Burićevi predstavil prioritete slovenskega predsedovanja Svetu. | [ 131 ]                 |
| 20.-23 september         | Združeni narodi           | New York        | Bilateralna srečanja ob robu Najla El Mangouš, zunanja ministrica Libije Donika Gërvalla-Schwarz, ministrica za zunanje zadeve in diasporo Kosova Mun Dže In, predsednik Južne Koreje Denis Moncada, zunanji minister Nikaragve Ignazio Cassis, zunanji minister Švicarske konfederacije Retno Marsudi, zunanja ministrica Indonezije Nikola Selaković, zunanji minister Srbije Wendy Sherman, namestnica državnega sekretarja ZDA Ararat Mirzoyan, minister za zunanje zadeve Armenije Nicu Popescu, minister za zunanje zadeve Moldavije Šah Mehmud Kureši, minister za zunanje zadeve Pakistana | Minister Logar se je s predsednikom republike Borutom Pahorjem udeležil 76. zasedanja Generalne skupščine Organizacije združenih narodov v New Yorku. Minister Logar se je udeležil neformalnega srečanja zunanjih ministrov EU, bilateralno pa se je sestal tudi z libijsko in kosovsko zunanjo ministrico ter predstavniki odbora American Jewish Committee. Bil je prisoten tudi na srečanju predsednika Pahorja z južnokorejskim predsednikom. V nadaljevanju se je dvostransko srečal tudi s kolegi zunanjimi ministri Nikaragve, Švice, Indonezije in Srbije, Armenije, Moldavije, Pakistana in namestnico državnega sekretarja ZDA, udeležil se je tudi sprejema na slovenskem predstavništvu v New Yorku. | [ 132 ] [ 133 ]         |
| 5. oktober               | OECD                      | Pariz           | Bilateralno srečanje ob robu Tamar Zandberg, ministrica za okolje Izraela | Udeležba na rednem letnem zasedanju ministrskega sveta Organizacije za gospodarsko sodelovanje in razvoj. | [ 134 ]                 |
| 6.-7. oktober            | Evropska unija            | Strasbourg      | David Sassoli, predsednik Evropskega parlamenta Tonino Picula, evropski poslanec | Minister Logar se je kot visoki predstavnik Slovenije za odnose med Svetom EU in Evropskim parlamentom udeležil razprave o evropski rešitvi ob višanju cen energije za podjetja in potrošnike. Bilateralno se je srečal tudi s hrvaškim evropskim poslancem Piculo. | [ 135 ]                 |
| 18.-21. oktober          | Evropska unija            | Strasbourg      | David Sassoli, predsednik Evropskega parlamenta Tonino Picula, evropski poslanec | Minister Logar se je kot visoki predstavnik Slovenije za odnose med Svetom EU in Evropskim parlamentom udeležil plenarno zasedanje slednjega. Tekom programa se je sestal tudi s predsedniki odborov Evropskega parlamenta, sodeloval na razpravi o pripravah na zasedanje Evropskega sveta ter evropskim poslancem predstavil zaključke vrha EU-Zahodni Balkan, ki je potekal v Sloveniji, | [ 136 ]                 |
| 22. oktober              | Avstrija                  | Dunaj           | Michael Linhart, minister za zunanje zadeve Jakub Kulhánek, zunanji minister Češke Peter Szijjárto, zunanji minister Madžarske Ivan Korčok, minister za zunanje in evropske zadeve Slovaške | Srečanje neformalne skupine Central 5 na Dunaju, kjer je kolege sprejel novi avstrijski zunanji minister Linhart. Večer pred srečanjem se je minister Logar sestal tudi veleposlaniki, ki so nerezidenčno akreditirani v Republiki Sloveniji. | [ 137 ]                 |
| 26. oktober              | Ruanda                    | Kigali          | Jean-Yves Le Drian, minister za Evropo in zunanje zadeve Francije Heiko Maas, zunanji minister Nemčije Augusto Santos Silva, minister za zunanje zadeve Portugalske | Udeležba na ministrskem zasedanju EU-Afriška unija. Poleg ministra Logarja se ga udeležujejo še zunanji ministri Nemčije Heiko Maas, Portugalske August Santos Silva in Francije Jean-Yves Le Drian. Minister Logar se je dvostransko srečal tudi z nekaterimi afriškimi kolegi. | [ 138 ] [ 139 ]         |
| 3. november              | Grčija                    | Atene           | Nikos Dendias, zunanji minister Grčije Konstantinos Gioulekas, predsednik parlamentarnega odbora za zunanje zadeve Nikitas Kaklamanis, predsednik parlamentarnega odbora za evropske zadeve Katerina Sakellaropoulou, predsednica republike | Na povabilo grškega zunanjega ministra se je minister Logar mudil na obisku v Atenah, kjer sta odprla dvostranske, evropske in globalne teme ter pomen nadaljnjega širjenja EU. Minister Logar se je tekom obiska sestal tudi s predsednikoma parlamentarnih odborov za zunanje zadeve in odbora za evropske zadeve, sprejela ga je tudi predsednica države. | [ 140 ]                 |
| 19.-20. november         | Litva                     | Vilna           | Gabrielius Landsbergis, zunanji minister Litve Edgars Rinkēvičs, zunanji minister Latvije | Minister Logar se je na povabilo litvanskega kolega Landsbergisa udeležil visokega foruma o zaščiti pred avtoritarizmom z naslovom "Prihodnost demokracije. Ob robu se je bilateralno sestal z Landsbergisom in latvijskim zunanjim ministrom Rinkēvičsem. | [ 141 ]                 |
| 23.-25. november         | Evropska unija            | Strasbourg      | David Sassoli, predsednik Evropskega parlamenta | Minister Logar je kot zunanji minister predsedujoče države sodeloval pri razpravi Evropskega parlamenta o razmerah v Belorusiji in na njeni meji z Unijo, prav tako je predstavil zaključke COP26. | [ 142 ]                 |
| 28.-29. november         | Španija                   | Barcelona       | | Udeležba na forumu Unije za Sredozemlje in ministrskem srečanju predstavnic južnega sosedstva. |                         |
| 30. november-1. december | Latvija                   | Riga            | Jens Stoltenberg, generalni sekretar NATO Edgars Rinkēvičs, zunanji minister Latvije | Udeležba na zasedanju zunanjih ministrov zveze NATO. | [ 143 ]                 |
| 2.-3. december           | Švedska                   | Stockholm       | Ann Linde, ministrica za zunanje zadeve Švedske Srečanji ob robu Luca Beccari, zunanji minister San Marina Ruslan Kazakbaev, zunanji minister Kirgizije | Minister Logar se je udeležil 28. ministrskega zasedanja zunanjih ministrov OVSE. Ob robu se je sestal z zunanjim ministrom San Marina in zunanjim ministrom Kirgizistana. | [ 144 ]                 |
| 3. december              | Italija                   | Rim             | Luigi Di Maio, zunanji minister Italije Gordan Grlić-Radman, minister za zunanje zadeve Hrvaške Augusto Santos Silva, minister za zunanje zadeve Portugalske José Manuel Albares, minister za zunanje zadeve, Evropsko unijo in sodelovanje Španije | Udeležba na mednarodni konferenci MED 2021 - Sredozemski dialogi v Rimu. Poleg ministra Logarja so na panelu sodelovali še italijanski, španski, portugalski in hrvaški zunanji ministri. | [ 145 ]                 |
| 13. december             | Evropska unija            | Bruselj         | Josep Borrell, visoki predstavnik Unije za zunanje zadeve in varnostno politiko Mohamed Jasim Al Tani, podpredsednik vlade in zunanji minister Katarja | Minister Logar se je udeležil rednega zasedanja Sveta Evropske unije za zunanje zadeve. Zunanji ministri članic EU so obravnavali odnose med EU in Afriko, Srednjo Azijo in Venezuelo. Skupnega kosila se je udeležil tudi katarski zunanji minister. | [ 146 ]                 |
| 14.-16. december         | Evropska unija            | Strasbourg      | David Sassoli, predsednik Evropskega parlamenta | Minister Logar se je kot visoki predstavnik Slovenije, ki med predsedovanjem zastopa Svet Evropske unije v odnosih z Evropskim parlamentom, udeležil plenarnega zasedanja Evropskega parlamenta. | [ 147 ]                 |
| 16. december             | Francija                  | Pariz           | Jean-Yves Le Drian, minister za Evropo in zunanje zadeve Francije | Zunanji minister Logar se je mudil na obisku v Parizu, kjer je francoskemu kolegu predstavil dosežene cilje predsedovanja Slovenije Svetu EU. Prav tako sta ministra govorila o dvostranskih odnosih med državama. | [ 148 ]                 |
| 17. december             | Norveška                  | Oslo            | Anniken Scharning Huitfeldt, zunanja ministrica Norveške Ine Marie Eriksen Søreide, predsednica stalnega Odbora za zunanjo politiko in obrambo v parlamentu | Delovni obisk v Kraljevini Norveški, kjer je ministra Logarja gostila zunanja ministrica Scharning Huitfeldt. Srečal se je tudi s predsednico stalnega Odbora za zunanjo politiko in obrambo v norveškem parlamentu | [ 149 ]                 |
| 20. december             | Združene države Amerike   | Washington      | Antony Blinken, državni sekretar Združenih držav Amerike | Minister Logar se je na vabilo ameriškega državnega sekretarja Binkena mudil v Washingtonu. Šlo je za tretji obisk med vodjema zunanjih zadev Slovenije in ZDA V letu in pol. V pogovoru sta se dotaknila aktualnih bilateralnih in zunanjepolitičnih tem. | [ 150 ] [ 151 ]         |
| 2022                     |                           |                 | | |                         |
| 14. januar               | Francija                  | Brest           | Jean-Yves Le Drian, minister za Evropo in zunanje zadeve Francije | Udeležba na neformalnem srečanju Sveta EU za zunanje zadeve (Gymnich) ob prevzemu Francije predsedovanju tej instituciji. | [ 152 ]                 |
| 17. januar               | Evropska unija            | Strasbourg      | Roberta Metsola, v. d. predsednice Evropskega parlamenta | Žalna slovesnost za predsednika Evropskega parlamenta Davida Sassolija | [ 153 ]                 |
| 24. januar               | Evropska unija            | Bruselj         | Josep Borrell, visoki predstavnik Unije za zunanje zadeve in varnostno politiko Nasser Al-Mohammed Al-Sabah, zunanji minister Kuvajta | Udeležba na rednem zasedanju Sveta Evropske unije za zunanje zadeve. Osrednje teme zasedanja so bile razmere v Siriji, Libiji in Vzhodni Evropi. Sprva na skupnem neformalnem zajtrku, nato še bilateralno se je minister Logar sestal s kuvajtskim zunanjim ministrom Al-Sabahom. | [ 154 ]                 |
| 7. februar               | Sveti sedež               | Vatikan         | Papež Frančišek | Minister Logar se je s predsednikom Borutom Pahorjem udeležil uradnega obiska pri Svetem sedežu ob 30. obletnici vzpostavitve diplomatskih odnosov med Slovenijo in Svetim sedežem. | [ 155 ]                 |
| 8. februar               | Združeni arabski emirati  | Dubaj           | Abdulah bin Zajed Al Nahjan, minister za zunanje zadeve in mednarodno sodelovanje | Udeležba ministra Logarja na slovesnosti ob nacionalnem dnevu Slovenije na svetovni razstavi Expo 2020. Sprejel ga je tudi minister za zunanje zadeve in mednarodno sodelovanje ZAE. | [ 156 ]                 |
| 9. februar               | Katar                     | Doha            | Mohamed Jasim Al Tani, zunanji minister Katarja | Obisk zunanjega ministra Logarja v katarski prestolnici, kjer se je srečal s tamkajšnjim zunanjim ministrom Al Tanijem. | [ 157 ]                 |
| 10. februar              | Saudova Arabija           | Riad            | Faisal bin Farhan Al-Saud, zunanji minister Saudove Arabije Madžid bin Abdulah Al Kasabi, minister za trgovino Khalid A. Al-Falih, minister za investicije Mohamed Al Džadan, minister za gospodarstvo in načrtovanje | Minister Logar se je mudil v Kraljevini Saudovi Arabiji, kjer ga je sprejel zunanji minister Al-Saud. Logar se je tekom obiska srečal tudi z ministri za trgovino, investicije ter gospodarstvo in načrtovanje. | [ 158 ]                 |
| 22. februar              | Francija · Evropska unija | Pariz           | Jean-Yves Le Drian, minister za Evropo in zunanje zadeve Francije Josep Borrell, visoki predstavnik Unije za zunanje zadeve in varnostno politiko | Udeležba na prvem ministrskem forumu za sodelovanje v Indopacifiku, ki ga je v okviru francoskega predsedovanja Svetu Evropske unije. | [ 159 ] [ 160 ]         |
| 22. februar              | Evropska unija            | Pariz           | Josep Borrell, visoki predstavnik Unije za zunanje zadeve in varnostno politiko | Minister Logar se je udeležil izrednega zasedanja Sveta za zunanje zadeve ob ruskem priznanju Donecka in Luganska. | [ 161 ]                 |
| 23. februar              | Združeno kraljestvo       | London          | Elizabeth Truss, državna sekretarka za zunanje zadeve, Commonwealth in razvoj Alok Sharma, predsedujoči 26. zasedanju pogodbenic Okvirne konvencije Združenih narodov o podnebnih spremembah (COP 26) | Minister Anže Logar se je mudil na delovnem obisku v Združenem kraljestvu, kjer ga je sprejela državna sekretarka Elizabeth Truss, s katero je podpisal skupno Izjavo o nameri za krepitev dvostranskih odnosov med državama. Sestal se je tudi s predsedujočim COP 26. | [ 162 ]                 |
| 25. februar              | Evropska unija            | Bruselj         | Josep Borrell, visoki predstavnik Unije za zunanje zadeve in varnostno politiko | Udeležba ministra Logarja na izrednem zasedanju Sveta Evropske unije za zunanje zadeve na temo ruske agresije na Ukrajino. | [ 163 ]                 |
| 28. februar              | Nemčija                   | Berlin          | Annalena Baerbock, zunanja ministrica Nemčije Jörg Kukies, državni sekretar v Uradu zveznega kanclerja Jens Plötner, svetovalec zveznega kanclerja za zunanjo politiko Christoph Heusgen, predsedujoči Münchenski varnostni konferenci | Delovni obisk v Zvezni republiki Nemčiji, kjer je Logarja gostila nova zunanja ministrica Annalena Baerbock. Logarja so sprejeli državni sekretar in svetovalec zveznega kanclerja za zunanjo politiko ter predsedujoči Münchenski varnostni konferenci. | [ 164 ]                 |
| 4. marec                 | Evropska unija            | Bruselj         | Josep Borrell, visoki predstavnik Unije za zunanje zadeve in varnostno politiko | Udeležba ministra Logarja na izrednem zasedanju Sveta Evropske unije za zunanje zadeve na temo ruske agresije na Ukrajino. Sestanka so se udeležili tudi generalni sekretar zveze NATO, ameriški državni sekretar ter zunanja ministra Kanade, Združenega kraljestva in preko video zveze zunanji minister Ukrajine. | [ 165 ]                 |
| 16. marec                | Alžirija                  | Alžir           | Ramtane Lamamra, zunanji minister Alžirije Mohamed Arkab, minister za energijo in rudnike Abdelmadjid Tebboune, predsednik Alžirije Toufik Hakkar, predsednik uprave državne energetske družbe Sonatech | Na delovnem obisku je ministra Logarja gostil alžirski kolega Lamamra, obisk pa je bil posvečen predvsem poglabljanju meddržavnih odnosov, predvsem na področju energentov. Logar se je tako srečal tudi z ministrom za energijo in rudnike, prav tako s predsednikom države in predsednikom uprave državne energetske družbe Sonatech. | [ 166 ]                 |
| 4. april                 | Hrvaška                   | Zaprešić        | Gordan Grlić-Radman, minister za zunanje zadeve Hrvaške Luigi Di Maio, zunanji minister Italije | Tretje srečanje zunanjih ministrov Slovenije, Hrvaške in Italije v okviru tristranskega sodelovanja v severnem Jadranu. | [ 167 ]                 |
| 6.-7. april              | NATO                      | Bruselj         | Jens Stoltenberg, generalni sekretar NATO | Zasedanje zunanjih ministrov zveze NATO. | [ 168 ]                 |
| 11. april                | Evropska unija            | Luksemburg      | Josep Borrell, visoki predstavnik Unije za zunanje zadeve in varnostno politiko | Zasedanje Sveta Evropske unije za zunanje zadeve na temo vojne v Ukrajini in strategije Global Gateway. | [ 169 ]                 |
| 12. april                | Češka                     | Praga           | Jan Lipavský, zunanji minister Češke Ivan Korčok, zunanji minister Slovaške Peter Szijjárto, zunanji minister Madžarske Alexander Schallenberg, minister za zunanje zadeve | Srečanje pobude Central 5, glavne teme srečanja so bile vojna v Ukrajini in gradnja odpornosti Evropske unije v prihodnjih krizah. | [ 170 ]                 |
| 25.-27. april            | Indija                    | New Delhi       | Subrahmanyam Jaishankar, zunanji minister Indije Narendra Modi, predsednik vlade Indije Richard Randriamandrat, zunanji minister Madagaskarja Geoffrey Onyeama, zunanji minister Nigerije Kwaku Ampratwum-Sarpong, namestnik zunanje ministrice Gane Anne Neuberger, namestnica svetovalca za nacionalno varnost ZDA | Tridnevni obisk ministra Logarja v Indiji ob 30. obletnici vzpostavitve diplomatskih odnosov med državama, ki so jo obeležili tudi s prireditvijo. Logar se je srečal z zunanjim ministrom in predsednikom vlade Indije, prav tako se je udeležil foruma "Raisina dialogue". Ob robu obiska se je minister Logar dvostransko sestal tudi z zunanjim ministrom Madagaskarja in zunanjim ministrom Nigerije, prav tako z namestnikom zunanje ministrice Gane in namestnico svetovalca Združenih držav Amerike za nacionalno varnost. | [ 171 ] [ 172 ] [ 173 ] |
| 14.-15. maj              | NATO                      | Berlin          | Jens Stoltenberg, generalni sekretar NATO Annalena Baerbock, zunanja ministrica Nemčije Pekka Haavisto, minister za zunanje zadeve Finske Ranko Krivokapić, zunanji minister Črne gore | Minister Logar se je udeležil dvodnevnega neformalnega zasedanja zunanjih ministrov zveze NATO. Glavna tema razprav so bile varnostne posledice zaradi ruske invazije na Ukrajino. Bilateralno se je ob robu minister sestal še s finsko kolegico in črnogorskim kolegom. | [ 174 ]                 |
| 16. maj                  | Evropska unija            | Bruselj         | Josep Borrell, visoki predstavnik Unije za zunanje zadeve in varnostno politiko | Minister Logar se je udeležil rednega zasedanja Sveta Evropske unije za zunanje zadeve, tokrat na temo Zahodnega Balkana in ruske agresija na Ukrajino. | [ 175 ]                 |
| 20. maj                  | Svet Evrope               | Torino          | Marija Pejčinović Burić, generalna sekretarka Sveta Evrope Ilio Darčiašvili, zunanji minister Gruzije | Udeležba na 132. zasedanju Odbora ministrov Sveta Evrope pod italijanskim predsedovanjem. Ob robu se je minister Logar srečal tudi z gruzijskim kolegom. | [ 176 ]                 |

## Galerija
- Z Mikom Pompeom, ameriškim državnim sekretarjem (2020)
- Z Mikom Pompeom, ameriškim državnim sekretarjem (2020)
- Z Mikom Pompeom, ameriškim državnim sekretarjem in slovenskim premierjem Janšo (2020)
- Osebje slovenskega zunanjega ministrstva v Mikom Pompeom.
- Z grškim zunanjim ministrom (18. 9. 2020)
- Z grškim zunanjim ministrom (18. 9. 2020)
- Logar in sekretar Pompeo v Washingtonu.
- Logar in avstrijski zunanji minister Schallenberg.
- Srečanje skupine Central 5 na Brdu.
- Srečanje skupine Central 5 na Brdu.
- Srečanje skupine Central 5 na Dunaju
- Srečanje skupine Central 5 na Dunaju
- Minister Logar z namestnico ameriškega državnega sekretarja Wendy Sherman.
- Logar z ameriškim državnim sekretarjem Antonyjem Blinkenom.